# Нареклишвили, Кахабер Спиридонович
Кахабер Спиридонович Нареклишвили (род. 9 февраля 1969) — советский и грузинский футболист, вратарь.

## Биография
Воспитанник тбилисской футбольной школы № 35. В 1987 году был в составе дубля клуба высшей лиги СССР «Динамо» Тбилиси. В сезоне 1989/90 — в венгерском клубе «МИМ-Вашаш» Эстергом, в сезонах 1991—1992/93 — в «Мерани-91» Тбилиси. В сезоне 1993/94 в чемпионате Грузии провёл 17 матчей за «Алазани» Гурджаани. В 1995 году перешёл в клуб первой российской лиги «Асмарал» Москва. 
В сентябре — октябре сыграл два матча, пропустил 9 мячей. 
В 1996 году во второй лиге провёл один матч. 
В Кубке России сезона 1997-1998 сыграл в одном матче, пропустил 3 мяча.
В 1997 году в третьей лиге в 24 играх пропустил 43 гола. В следующем, последнем, сезоне в четырёх матчах второго дивизиона пропустил 10 мячей. 
6 июля в гостевой игре 1/64 Кубка России против «Динамо» Брянск (4:3) вышел после перерыва на позиции полевого игрока, забил гол.